# 18. orožniški polk (Avstrijsko cesarstvo)
18. orožniški polk je bil polk avstrijskega orožništva.

## Zgodovina
Polk je bil ustanovljen leta 1854, pri čemer je bil zadolžen za področje Bratislave in okolice.
V sklopu reorganizacije, ki jo je 11. julija ukazal notranji minister in 8. avgusta 1860 nato še generalni inšpektor orožništva, je bil polk razpuščen.